# Dupljaja

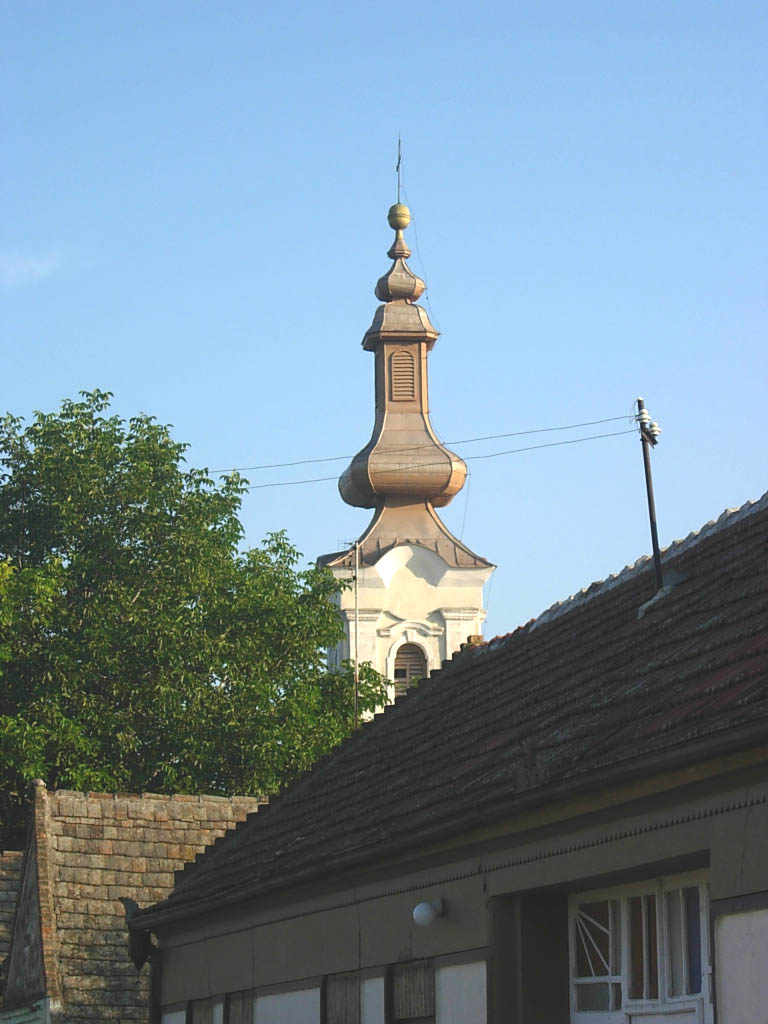
Den ortodoxa kyrkan i Dupljaja.

Dupljaja (Дупљаја) är en ort i Bela Crkva kommun, Södra Banat, provinsen Vojvodina i norra Serbien. Byn har serbisk majoritet och hade vid 2002 års folkräkning 854 invånare.

## Historiska invånarantal
- 1961: 1 174
- 1971: 1 165
- 1981: 1 152
- 1991: 1 027